# Messaoud El Mediouni
Messaoud El Mediouni, noto anche con lo pseudonimo di Saoud l'Oranais (Orano, 15 novembre 1886 – Campo di sterminio di Sobibór, 23 marzo 1943), è stato un cantante, compositore e violinista algerino proprietario del rinomato Café Oran.

## Biografia
Nacque a Orano da famiglia ebraica algerina.
Era zio del pianista algero-francese Maurice El Mediouni.
Intorno al 1938, ebbe l'occasione di formare Sultana Daoud, ragazza tredicenne cieca di Tiaret che divenne in seguito famosa come Reinette l'Oranaise.
Mediouni fu arrestato dai nazisti a Marsiglia nel gennaio 1943 e fu inviato al Campo di sterminio di Sobibór dove fu assassinato nella camera a gas il 23 marzo 1943.